# Aljaksandra Pankina
Aljaksandra Jureuna Pankina (belarussisch Александра Юрьевна Панкина; * 2. Januar 1972 in Bychau) ist eine ehemalige belarussische Ruderin.

## Biografie
Aljaksandra Pankina war Teil der belarussischen Crew, die bei den Olympischen Sommerspielen 1996 in Atlanta Bronze in der Regatta mit dem Achter gewann. Zur Besatzung gehörten neben Pankina auch: Natallja Laurynenka, Natallja Woltschak, Tamara Dawydsenka, Waljanzina Skrabatun, Alena Mikulitsch, Natallja Stassjuk, Marina Snak sowie Steuerfrau Jaraslawa Paulowitsch.
Sie ist mit dem russischen Ruderer Ihar Subarenka verheiratet und hat mit ihm einen Sohn, der im Jahr 2002 zur Welt kam.